# Пагожина
Пагожина (пол. Pagorzyna) — село в Польщі, у гміні Ліпінки Горлицького повіту Малопольського воєводства.
Населення — 752 особи (2011).
У 1975-1998 роках село належало до Кросненського воєводства.

## Демографія
Демографічна структура станом на 31 березня 2011 року:
|          | Загалом | Допрацездатний вік | Працездатний вік | Постпрацездатний вік |
| -------- | ------- | ------------------ | ---------------- | -------------------- |
| Чоловіки | 367     | 73                 | 256              | 38                   |
| Жінки    | 385     | 68                 | 225              | 92                   |
| Разом    | 752     | 141                | 481              | 130                  |